# Acronema xizangense
Acronema xizangense là một loài thực vật có hoa trong họ Hoa tán. Loài này được S.L.Liou & R.H.Shan mô tả khoa học đầu tiên năm 1980.